# Mogens Hansen
Mogens 'Mugge' Hansen (21 juli 1937 i København – 24. april 2004 i København) var en dansk journalist. 
Efter ansættelse ved flere aviser, sluttede han som kgl. hofreporter for Se og Hør, hvortil han kom i 1963. Han førte sig frem med bowlerhat og en gentlemans elegance og dækkede journalistopgaver, især inden for Kongehuset. Han modtog Fortjenstmedaljen i sølv og med krone af HM. Dronning Magrethe II i 2003, og der er desuden opkaldt en kage og et stykke smørrebrød efter ham. 
Han er begravet på Holmens Kirkegård.

## Ekstern henvisning
- Mogens Hansen på gravsted.dk